# Udvekslingsstudent
 Denne artikel bør gennemlæses af en person med fagkendskab for at sikre den faglige korrekthed.

Udvekslingsstudent eller udvekslingsstuderende (fra engelsk: exchange student) betegner en elev eller studerende, der tager til udlandet for at uddanne sig.
Der findes hovedsageligt to typer:
- Udvekslingsophold, der gennemføres i slutningen af grundskolen eller i starten af gymnasiet. Disse ophold formidles oftest gennem udvekslingsorganisationer. Disse ophold er ofte baseret på at bo hos en familie, mens man går i skole og oplever kulturen.
- Udvekslingsophold videregående uddannelsesniveau, hvor udvekslingen ofte foregår gennem udvekslingsaftaler knyttet mellem den danske uddannelsesinstitution og en international samarbejdspartner.

## Organisationer
- AFS Interkultur, non-profit udvekslingsorganisation
- Youth for Understanding, non-profit udvekslingsorganisation
- ERASMUS, EU-program til udveksling på videregående uddannelsesniveau.